# Muhammad Mian Soomro
Muhammad Mian Soomro (in sindhi محمد میاں سومرو; Karachi, 19 agosto 1950) è un politico pakistano.

## Biografia
Dal maggio 2000 al dicembre 2002 è stato Governatore del Sindh. 
Per tre diversi periodi, dal marzo 2003 al novembre 2007, dal marzo all'agosto 2008 e poi nuovamente dal settembre 2008 al marzo 2009 è stato Presidente del Senato.
Dal novembre 2007 al marzo 2008 ha ricoperto la carica di Primo ministro del Pakistan.
Dall'agosto al settembre 2008, per un breve periodo di transizione, è stato Presidente del Paese.